# 에이프릴 웨이드
에이프릴 웨이드(April Wade)는 미국의 영화 프로듀서, 작가, 배우, 연극 배우, 텔레비전 배우, 각본가, 영화배우이다.
미국에서 태어났다.

## 영화
- 펀칭 더 클라운 (2009년)
- 아마겟돈: 카운트다운 (2009년) - 신디 역
- 에이프릴 샤워즈 (2009년)
- 낯선 사람들 (2007년) - 에린 역
- 스페셜 데드 (2006년)
- 크립쇼 3 (2006년)
- 서니베일 (2005년)
- 더 에인션트 (2005년)